# 차이낫

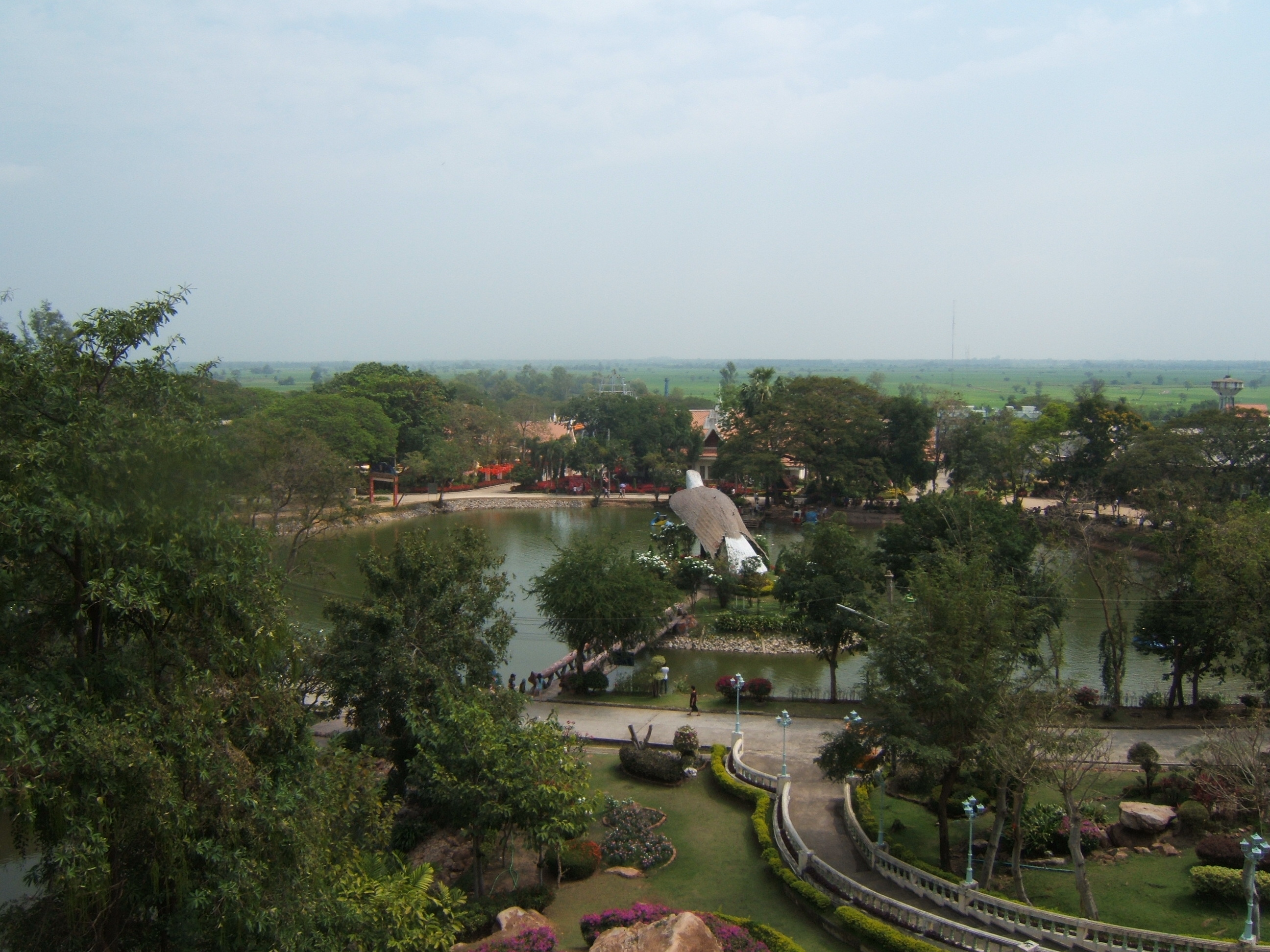

차이낫(태국어: ชัยนาท)은 태국의 읍(테사반 므앙)이자 차이낫주의 주도이다. 읍 전체가 므앙차이낫군에 속하고 인구는 2006년에 14,469명이었다. 읍은 짜오프라야강 기슭에 위치한다.
읍은 짜오프라야강 기슭에 위치한다. 읍을 통과하는 주요 도로는 파혼요틴 도로(고속도로 1호선)이다.